# Liste der Kulturdenkmäler in Koblenz
In der Liste der Kulturdenkmäler in Koblenz sind alle Kulturdenkmäler der rheinland-pfälzischen Stadt Koblenz aufgeführt. Grundlage ist die Denkmalliste des Landes Rheinland-Pfalz (Stand: 28. Juni 2023).
Die Liste ist nach Stadtteilen sortiert.

## Teillisten
- Liste der Kulturdenkmäler in Koblenz-Altstadt
- Liste der Kulturdenkmäler in Koblenz-Arenberg
- Liste der Kulturdenkmäler in Koblenz-Arzheim
- Liste der Kulturdenkmäler in Koblenz-Asterstein
- Liste der Kulturdenkmäler in Koblenz-Bubenheim
- Liste der Kulturdenkmäler in Koblenz-Ehrenbreitstein
- Liste der Kulturdenkmäler in Koblenz-Goldgrube
- Liste der Kulturdenkmäler in Koblenz-Güls
- Liste der Kulturdenkmäler in Koblenz-Horchheim
- Liste der Kulturdenkmäler in Koblenz-Karthause
- Liste der Kulturdenkmäler in Koblenz-Kesselheim
- Liste der Kulturdenkmäler in Koblenz-Lay
- Liste der Kulturdenkmäler in Koblenz-Lützel
- Liste der Kulturdenkmäler in Koblenz-Metternich
- Liste der Kulturdenkmäler in Koblenz-Moselweiß
- Liste der Kulturdenkmäler in Koblenz-Neuendorf
- Liste der Kulturdenkmäler in Koblenz-Niederberg
- Liste der Kulturdenkmäler in Koblenz-Oberwerth
- Liste der Kulturdenkmäler in Koblenz-Pfaffendorf
- Liste der Kulturdenkmäler in Koblenz-Rauental
- Liste der Kulturdenkmäler in Koblenz-Rübenach
- Liste der Kulturdenkmäler in Koblenz-Stolzenfels
- Liste der Kulturdenkmäler in Koblenz-Südliche Vorstadt

In den Stadtteilen Horchheimer Höhe, Immendorf, Pfaffendorfer Höhe und Wallersheim sind keine Kulturdenkmäler ausgewiesen.